# Piano Piano Piano Piano...
Piano Piano Piano Piano… — студійний альбом американського джазового піаніста Рея Браянта, випущений у 1957 році лейблом Prestige Records.
Перевиданий на CD під назвою Ray Bryant Trio.

## Опис
Піаніст Рей Браянт зміцнив свою репутацію з виходом альбому 1957 року, записаного у складі тріо (басиста Айка Айзекса і ударника Спекса Райта), до якого він приєдався як акомпанемент для співачки Кармен Мак-Рей. Він відображає здатність музиканта під впливом блюзу та госпелу майстерно інтепретувати, зокрема пісні «Django» Джона Льюїса і «Daahoud» Кліффорда Брауна. Альбом також містить дві власні фанкові композиції Браянта «Splittin'» і «Blues Changes». Записаний 5 квітня 1957 на студії Van Gelder Studio в Гекенсеку (Нью-Джерсі).
Альбом був перевиданий лейблом Fantasy Records на CD під назвою Ray Bryant Trio..

## Список композицій
1. «Golden Earrings» (Джей Лівінгстон, Рей Еванс, Віктор Янг) — 4:50
2. «Angel Eyes» (Метт Денніс, Ерл Брент) — 3:23
3. «Blues Changes» (Рей Браянт) — 5:03
4. «Splittin'» (Рей Браянт) — 4:38
5. «Django» (Джон Льюїс) — 5:05
6. «The Thrill is Gone» (Лью Браун, Рей Гендерсон) — 4:56
7. «Daahoud» (Кліффорд Браун) — 4:04
8. «Sonar» (Кенні Кларк, Джеральд Віггінс) — 3:23

## Учасники запису
- Рей Браянт — фортепіано
- Айк Айзекс — контрабас
- Спекс Райт — ударні

Технічний персонал
- Руді Ван Гелдер — інженер звукозапису